# Дрейн Ганг
Drain Gang (известен по-рано и като Gravity Boys Shield Gang) е артистичен колектив, фокусиран предимно върху музика и състоящ се от шведския рапър Блейд, Ecco2K, тайландския певец/рапър Thaiboy Digital, както и шведските продуценти Whitearmor и Yung Sherman. Групата е известна също и с модната си продукция, работила за марки като ALYX Studio и списание HOMME.
Групата се формира през 2013 г. в Стокхолм. По това време Thaiboy Digital живее в Швеция. Преди това Bladee и Ecco2K участвали заедно в грайндкор групата Krössad. Подписвайки с лейбъла YEAR0001, членовете на Drain Gang придобиват известност в клауд рап сцената от сътрудничеството си с Йънг Лийн. Продуцентът Yung Sherman също е член на колектива на Лийн Sad Boys.
През 2015 г. визата на Thaiboy Digital изтича и той е депортиран от Швеция. По интернет той успява да продължава сътрудничеството си с останалите членове от новия си дом в Банкок. Той и Bladee издават съвместно EP, озаглавено AvP през 2016 г., което включва продукция както от Whitearmor, така и от Yung Sherman.
През 2017 г. Bladee, Ecco2K и Thaiboy Digital издават съвместния албум D&G, включващ продукция от членовете Whitearmor, Sherman, както и честите сътрудници на колектива – Gud, Woesum и австралийския колектив Ripsquadd.
През 2019 г. групата издава съвместно EP, озаглавено Trash Island . Издаването на това EP e изненадващо, тъй като за него не е съобщено нито от лейбъла YEAR0001, нито и в различните социални медии на групата.

## Съвместна дискография
- GTBSG (2013) (Bladee, Ecco2K и Thaiboy Digital, с продукция от DJ Smokey, Josh Diamond, Saavagebeatz, Whitearmor и Yung Sherman)
- AvP (2016) (Bladee и Thaiboy Digital, с продукция от Whitearmor и Yung Sherman)
- D&G (2017) (Bladee, Ecco2K и Thaiboy Digital, с продукция от Gud, Woesum, Whitearmor, Ripsquadd и Yung Sherman)
- Trash Island (2019) (Bladee, Ecco2K и Thaiboy Digital с продукция от Whitearmor и Ripsquadd)